# Крухиничівська сільська рада
Крухиничівська сільська рада — орган місцевого самоврядування у Локачинському районі Волинської області з адміністративним центром у с. Крухиничі.

## Населені пункти
Сільській раді підпорядковані населені пункти:
- с. Крухиничі

## Населення
За переписом населення України 2001 року в сільській раді мешкало 698 осіб.

### Мова
Розподіл населення за рідною мовою за даними перепису 2001 року:
| Мова       | Відсоток |
| ---------- | -------- |
| українська | 99,44 %  |
| російська  | 0,42 %   |
| білоруська | 0,14 %   |

## Склад ради
Рада складається з 12 депутатів та голови.

## Керівний склад сільської ради
| ПІБ                             | Основні відомості                                                                | Дата обрання | Дата звільнення |
| ------------------------------- | -------------------------------------------------------------------------------- | ------------ | --------------- |
| Романюк Василь Степанович       | Сільський голова, 1970 року народження, освіта, член Української Народної Партії | 26.03.2006   | 31.10.2010      |
| Познякевич Руслан Володимирович | Сільський голова, 1968 року народження, освіта вища, член партії Єдиний Центр    | 31.10.2010   |                 |

Примітка: таблиця складена за даними джерела